# 1309
Пізнє Середньовіччя •  Реконкіста •  Ганза •  Монгольська імперія

## Геополітична ситуація
Андронік II Палеолог є імператором Візантійської імперії (до 1328). Генріх VII Люксембург є королем Німеччини (до 1313). У Франції править Філіп IV Красивий (до 1314).
Апеннінський півострів розділений: північ належить Священній Римській імперії, середню частину займає Папська область, південь належить Неаполітанському королівству. Деякі міста півночі: Венеція, Піза, Генуя тощо, мають статус міст-республік.
Майже весь Піренейський півострів займають християнські Кастилія (Леон, Астурія, Галісія), Наварра, Арагонське королівство (Арагон, Барселона) та Португалія, під владою маврів залишилися тільки землі на самому півдні. Едуард II став королем Англії (до 1327), а королем Данії є Ерік VI (до 1319).
Руські землі перебувають під владою Золотої Орди. Галицько-Волинське князівство очолюють Лев Юрійович та Андрій Юрійович, Михайло Ярославич править у Володимиро-Суздальському князівстві (до 1318).
Монгольська імперія займає більшу частину Азії, але вона розділена на окремі улуси, що воюють між собою. У Китаї, зокрема, править монгольська династія Юань. У Єгипті владу утримують мамлюки. Мариніди правлять у Магрибі. Делійський султанат є наймогутнішою державою Північної Індії, а на півдні Індії панують держава Хойсалів та держава Пандья. В Японії триває період Камакура.
Цивілізація мая переживає посткласичний період. Почала зароджуватися цивілізація ацтеків.

## Події

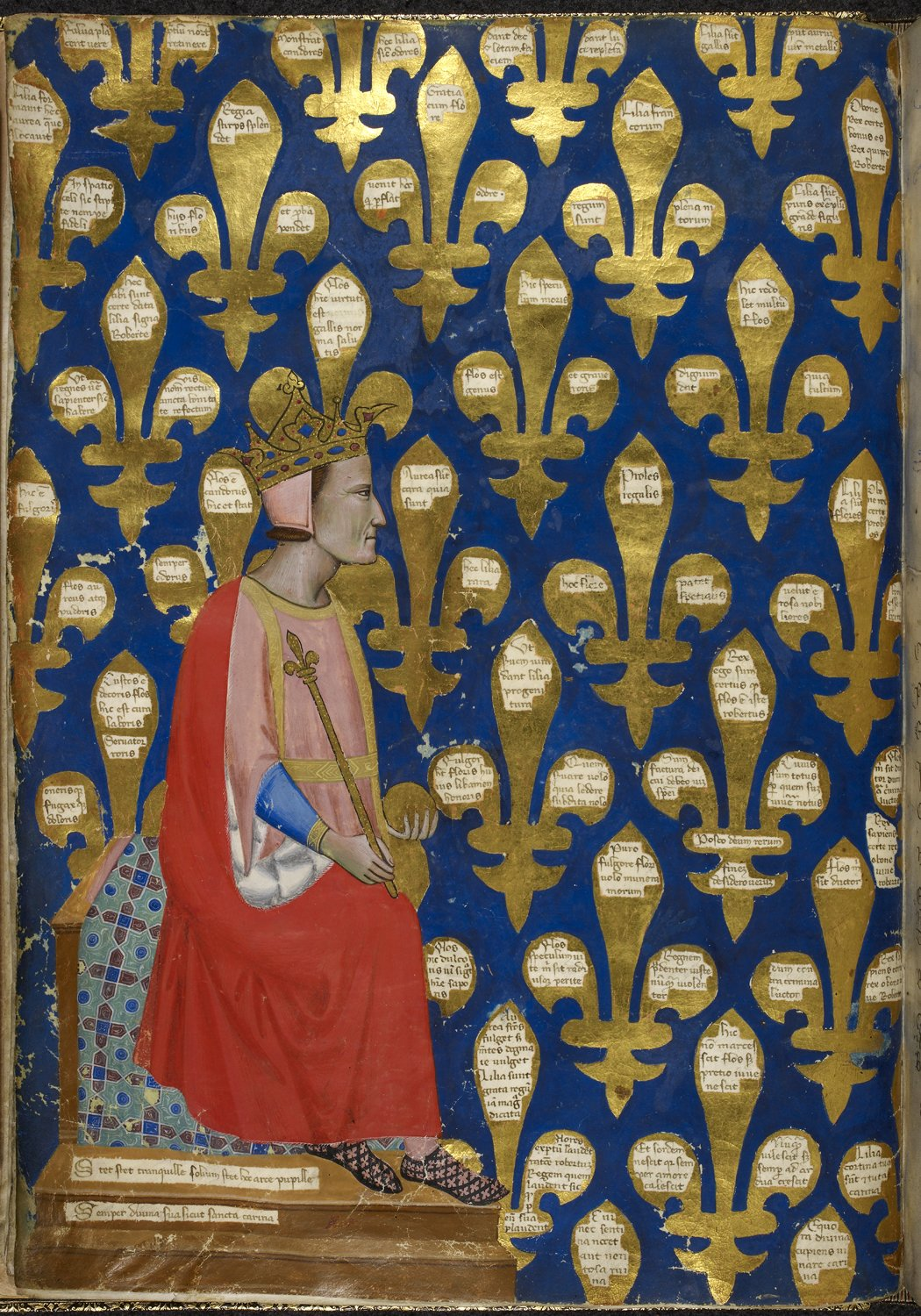
Коронація Роберта Анжуйського в Авіньйоні.

- Папа Римський Климент V перебрався з Рима до Авіньйона. Почався Авіньйонський полон пап.
- 26 липня Климент V визнав Генріха VII Люксембурга римським королем.
- Климент V коронував Роберта Анжуйського королем Неаполя.
- Генріх VII Люксембург визнав союз на вічні часи трьох швейрцарських кантонів.
- Орден госпітальєрів повністю заволодів островом Родос і встановив там свою штаб-квартиру.
- Замок у Мальборку став центром Тевтонського ордену.
- Король Кастилії Фернандо IV захопив у маврів Гібралтар.